# Креппельсгаген-Фарендорф
Креппельсгаген-Фарендорф (нім. Kröppelshagen-Fahrendorf) — громада в Німеччині, розташована в землі Шлезвіг-Гольштейн. Входить до складу району Герцогство Лауенбург. Складова частина об'єднання громад Гое-Ельбгест.
Площа — 8,37 км2. Населення становить 1339 ос. (станом на 31 грудня 2020).